# (28235) Kasparvonbraun
(28235) Kasparvonbraun est un astéroïde de la ceinture principale découvert en 1999.

## Description
(28235) Kasparvonbraun a été découvert le 7 janvier 1999 à la station Anderson Mesa, un des deux sites d'observation de observatoire Lowell (Arizona (États-Unis), par le programme Lowell Observatory Near-Earth-Object Search (LONEOS).

### Caractéristiques orbitales
L'orbite de cet astéroïde est caractérisée par un demi-grand axe de 2,31 UA, un périhélie de 1,78 UA, une excentricité de 0,23 et une inclinaison de 5,34° par rapport à l'écliptique. Du fait de ces caractéristiques, à savoir un demi-grand axe compris entre 2 et 3,2 UA et un périhélie supérieur à 1,666 UA, il est classé, selon la JPL Small-Body Database, comme objet de la ceinture principale d'astéroïdes.

### Caractéristiques physiques
(28235) Kasparvonbraun a une magnitude absolue (H) de 15,1 et un albédo estimé à 0,060.